# المسيحية في زيمبابوي

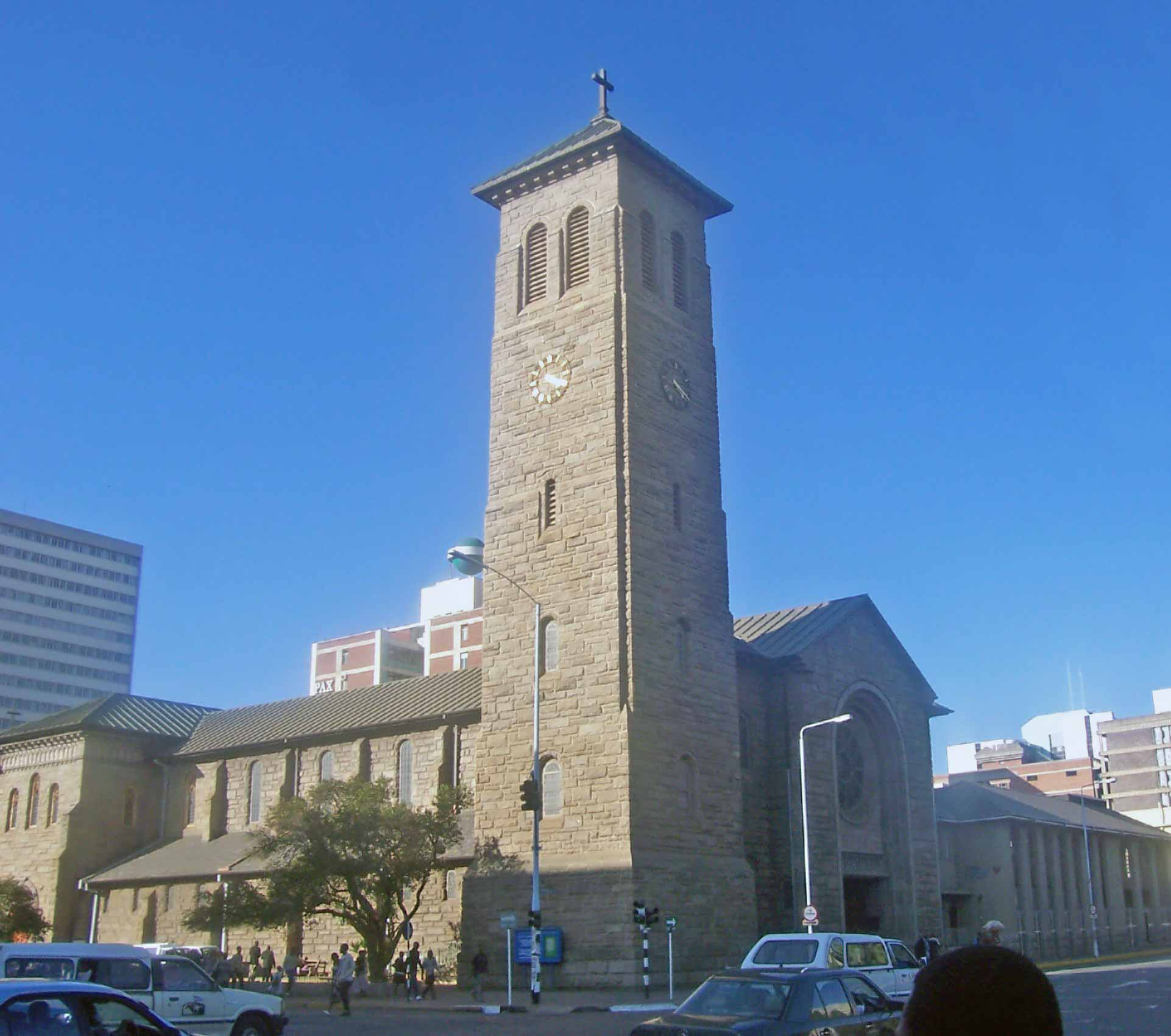
كاتدرائية سانت ماري الأنجليكانيّة في هراري.

المسيحية في زيمبابوي هي الديانة السائدة والهيمنة، وفي عام 2017 قدر المسح الديموغرافي بواسطة وكالة الإحصاءات الوطنية في زمبابوي أنَّ حوالي 84.1% من مواطني زيمبابوي ينتمون إلى الطوائف المسيحية المختلفة، وحوالي 62% من مسيحيين زيمبابوي متدينين ومترددين على حضور الطقوس المسيحية بشكل متواصل ويحضرون الشعائر الدينية بانتظام. أكبر الطوائف المسيحية هي الكنيسة الرسولية وتليها كنائس مثل الكنيسة الرومانية الكاثوليكية والميثودية؛ فضلًا عن الطوائف الإنجيلية والكنائس الخمسينية التي تعتبر من التجمعات الدينية الأسرع نموًا في الفترة بين عام 2000 وعام 2009. ويلعب الإيمان المسيحي دوراً هاماً في تنظيم المجتمع.

## تاريخ

### خلفية تاريخية

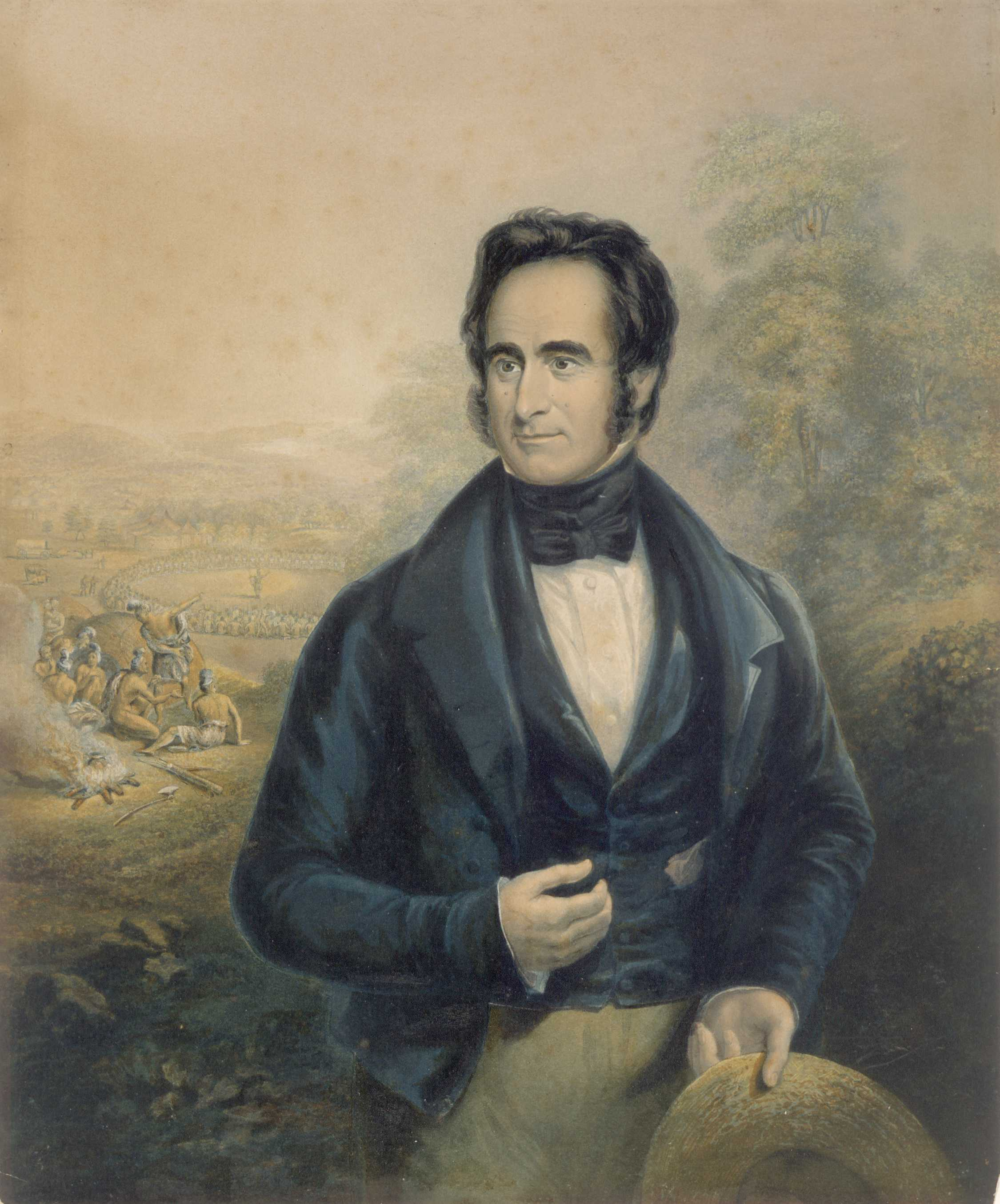
لوحة تصور روبرت موفات، وهو من أوائل المبشرين البروتستانت في زيمبابوي.

كان المبشرين الرومان الكاثوليك أول من وصل إلى زيمبابوي من المسيحيين. وكانت المحاولة الأولى لإدخال المسيحية إلى قبيلة شونا، من قبل غونزالو دا سيلفيرا وهو مبشر مسيحي برتغالي، بعد وصوله إلى بلاط سلالة مونوموتابا، وقد تم قتله نتيجة مؤامرات حيكت داخل البلاط الملكي في عام 1561. وعلى الرغم من أنه تم بناء ما لا يقل عن اثنتي عشرة كنيسة كاثوليكية، إلا أنها اختفت جميعها بحلول عام 1667 عندما كانت قوة الإمبراطورية البرتغالية في تضاؤل، ولم تترك «أثر واضح للمسيحية». وظلت على هذه الحالة حتى وصلت البعثات البروتستانتية في القرن التاسع عشر. وفي عام 1799، ساعد يوهانس فان در كيمب في إطلاق مجتمع تبشيري يسمى جمعية لندن التبشيرية؛ وكان روبرت موفات وزوجته ماري واحد من المبشرين الذين ساعدوا في إطلاق البعثات البروتستانتية إلى زيمبابوي. وكان أحد أعظم إنجاز روبرت موفات للبعثات في زيمبابوي صداقته مع ملك قبيلة نيدبلي. وقام صهر زوجة موفات ديفيد ليفينغستون بعدة حملات استكشافية في زيمبابوي في عام 1859.
وصلت أول بعثة مسيحية إلى أراضي زيمبابوي في عام 1859 بسبب جهود جمعية لندن التبشيرية. حيث بدأ عملهم بين شعب الزولو. ناشد ديفيد ليفينغستون الحكومة البريطانية تخصيص الأراضي والحماية للبعثات المسيحية، مما أدَّى إلى منح أراضي إلى بعثة جامعيَّة في عام 1888 ومركز للنشاط التبشيري بين شعب الزولو والشونا. وصلت البعثة الميثودية الأولى في عام 1896، مع مبشرين من المملكة المتحدة والولايات المتحدة. عمل المبشرين البريطانيين مع المستوطنين البيض، بينما عمل المبشرين الأمريكيين بين السكان الأفارقة الأصليين. وأسس أعضاء كنيسة الأدفنتست والبعثة المسيحية لأفريقيا الوسطى أوائل بعثاتهم في عام 1890. ويعود حضور الطوائف الخمسينية والكنائس الرسولية الإفريقية إلى عقد 1920، ونمت بسرعة، حيث أصبحت الآن كنيسة صهيون المسيحية أكبر طائفة بروتستانتية في زيمبابوي. في عام 1932، أعلن يوهان مارانج أنه تلقى رؤية وحلمًا ليبشر على مثال يوحنا المعمدان، وقام بتعميد الكثيرين في نهر محلي، وأدت جهوده في العقود التي تلت ذلك إلى تأسيس الكنيسة الأفريقية الرسولية، وهي ثاني أكبر جماعة تبشيرية في زيمبابوي.

### الوضع الحالي

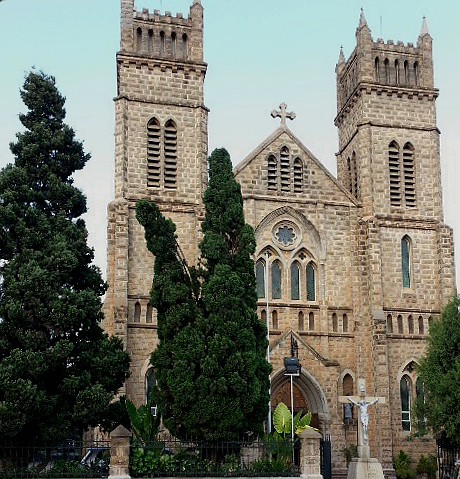
كاتدرائية القلب الأقدس الكاثوليكيَّة في هراري.

في حين أن زيمبابوي بلد مسيحي بأغلبية ساحقة، ولا تزال غالبية السكان وبدرجات متفاوتة تمارس عناصر من الديانات الأفريقية التقليدية، على الرغم من أن النخب السياسية تميل إلى أن تكون مرتبطة مع واحدة من الكنائس المسيحية الراسخة، لكن ليست هناك علاقة بين العضوية في أي جماعة دينية أو الانتماء السياسي أو الإثني. الجماعات التبشيرية الأجنبية موجودة في البلاد وتعمل بحرية كبيرة.
معظم الزيمبابويين المسيحيين هم من البروتستانت بسبب الجهود التبشيرية البروستانتية، وبحسب مركز بيو للأبحاث عام 2010 حوالي 67.1% من مجمل السكان، والكنائس البروتستانتية ذات العضوية الكبيرة في البلاد هي الكنيسة الأنجليكانية (ممثلة بكنيسة مقاطعة إفريقيا الوسطى)، والسبتيَّة، والميثودية. وتضم البلاد حوالي 2.3 مليون روماني كاثوليكي والذين شكلوا حوالي 18.7% من مجموع السكان عام 2010. ويتوزع كاثوليك على البلاد على أسقفيتين، والتي تحتوي كل منها على ثلاثة أبرشيات. ومن أبرز الشخصيات الكاثوليكيَّة في زيمبابوي هو «بيوس نكوبي» رئيس أساقفة بولاوايو، وهو منتقد صريح لحكومة روبرت موغابي، والذي يعتنق المذهب الكاثوليكي أيضاً.
ظهرت مجموعة متنوعة من الكنائس والجماعات المحلية من الكنائس المسيحية الرئيسية على مر السنين التي تقع بين الكنائس البروتستانتية والكاثوليكية. وتشكل الأقلية البيضاء أقل من 1% من سكان زيمبابوي أي حوالي 30,000 نسمة، وهم في الغالب من المسيحيين، ومعظم الزيمبابويين البيض هم من أصل بريطاني والذين بدورهم يتبعون الكنيسة الأنجليكانية غالباً، ولكن بجانبهم تظهر العرقيات ذات الأصول الأوروبية والمسيحية في الغالب؛ ومنها الأفريكانية والهولندية وهم في الغالب من أتباع الكنيسة المصلحة الهولندية الكالفينيَّة، واليونانية وهم في الغالب من أتباع الكنيسة الأرثوذكسية الشرقية ومن ذوي الأصول البرتغالية والفرنسية وهم في الغالب من أتباع الكنيسة الرومانية الكاثوليكية. انخفض السكان البيض بشكل كبير، فقد بلغ عددهم حوالي 278,000 نسمة بنسبة 4.3% من مجمل السكان عام 1975.

## ديموغرافيا

### حسب الأقاليم
القائمة التالية تستعرض نسب المسيحيين بحسب الأقاليم، وذلك وفقاً للمسح الديموغرافي لوكالة الإحصاءات الوطنية في زمبابوي عام 2017:
| الإقليم                     | رومان كاثوليك | بروتستانت تقليديون | خمسينيون | الرسوليون | مسيحيون آخرون | مجمل المسيحيون |
| --------------------------- | ------------- | ------------------ | -------- | --------- | ------------- | -------------- |
| إقليم مانيكالاند            | 5.6%          | 20.8%              | 16.6%    | 41.7%     | 4.4%          | 88.4%          |
| أقليم ماشونالاند الوسطى     | 3.7%          | 8.4%               | 11.1%    | 46.5%     | 2.0%          | 71.7%          |
| إقليم ماشونالاند الشرقية    | 9.6%          | 15.6%              | 15.7%    | 39.1%     | 2.1%          | 82.1%          |
| إقليم ماشونالاند الغربية    | 6.8%          | 11.3%              | 17.8%    | 35.8%     | 5.6%          | 77.3%          |
| إقليم ماتابيليلاند الشمالية | 3.8%          | 15.3%              | 20.1%    | 35.8%     | 5.6%          | 80.6%          |
| إقليم ماتابيليلاند الجنوبية | 3.3%          | 17.8%              | 11.9%    | 38.3%     | 10.6%         | 81.9%          |
| إقليم منطقة ميدلاندس        | 13.7%         | 21.2%              | 17.0%    | 30.6%     | 7.0%          | 89.5%          |
| ماسفينغو                    | 10.0%         | 12.1%              | 18.3%    | 33.8%     | 15.6%         | 89.8%          |
| هراري                       | 10.5%         | 16.1%              | 32.0%    | 20.8%     | 8.2%          | 87.6%          |
| بولاوايو                    | 7.8%          | 21.6%              | 28.9%    | 19.0%     | 10.0%         | 87.3%          |

### حسب الجنس
القائمة التالية تستعرض معطيات حول التوزيع الجنسي حسب الجماعات المسيحيَّة وفقاً للمسح الديموغرافي لوكالة الإحصاءات الوطنية في زمبابوي عام 2017:
| الديانة            | رجال  | نساء  |
| ------------------ | ----- | ----- |
| رومان كاثوليك      | 45.1% | 54.9% |
| بروتستانت تقليديون | 43.1% | 56.9% |
| خمسينيون           | 40.2% | 59.8% |
| الرسوليون          | 39.6% | 60.4% |
| مسيحيون آخرون      | 43.1% | 56.9% |